# Подлехи (Кентшинський повіт)
Подлехи (пол. Podlechy) — село в Польщі, у гміні Корше Кентшинського повіту Вармінсько-Мазурського воєводства.
Населення — 207 осіб (2011).
У 1975-1998 роках село належало до Ольштинського воєводства.

## Демографія
Демографічна структура станом на 31 березня 2011 року:
|          | Загалом | Допрацездатний вік | Працездатний вік | Постпрацездатний вік |
| -------- | ------- | ------------------ | ---------------- | -------------------- |
| Чоловіки | 113     | 24                 | 81               | 8                    |
| Жінки    | 94      | 21                 | 58               | 15                   |
| Разом    | 207     | 45                 | 139              | 23                   |